# FC東京の下部組織
- FC東京 > FC東京の下部組織
- FC東京 > FC東京の選手一覧 > FC東京の下部組織

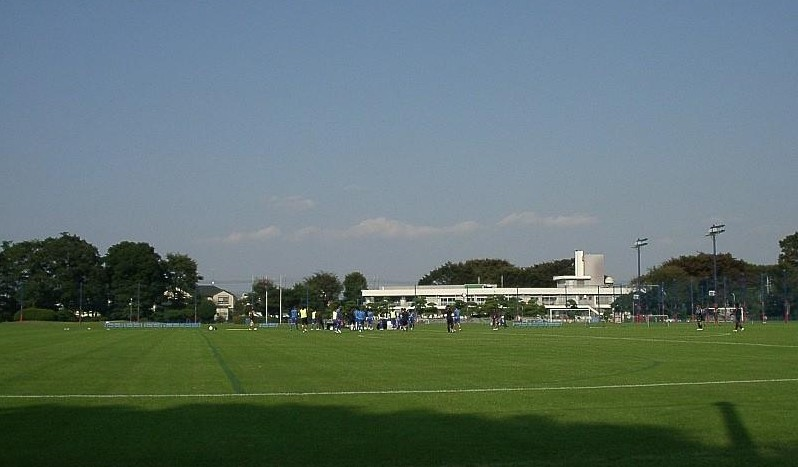
FC東京U-18の活動場所であるFC東京小平グランドおよびクラブハウス

本項では、日本プロサッカーリーグ（Jリーグ）に加盟するFC東京が運営する、下部組織（ユースチーム）について述べる。

## 概要
FC東京はユースチームとしてU-18、ジュニアユースとしてU-15深川、U-15むさしを保有。サッカーの普及、サッカー選手の育成、個人能力の向上、社会的態度を育むことを目的としている。
1985年、FC東京の前身、東京ガスのサッカースクールが開校。同スクールでは奥寺康彦やカルバリオもコーチを務めていた。
1999年、東京ガスフットボールクラブジュニア・ジュニアユース（1993年4月創立。当時の名称は「東京ペレFC」。）・ユース（1996年4月創立）を母体として「FC東京U-18」及び「FC東京U-15」が発足。
2004年に「FC東京U-15むさし」が発足し、U-15はU-15深川、U-15むさしの2チーム体制に移行。U-15深川は東京都東部、U-15むさしは西部の中学生を主に受け入れている（選手募集要項には「自宅から練習場所まで90分以内で通えることを原則とする」と記載されている）。
2016年、FC東京U-23創設。これを契機に、U-18の選手をU-23で、U-15の選手をU-18で起用する飛び級を多用することとなり、6-3-3の学校制度に則った編成から実力に応じた編成への移行が進んだ。
ジュニアチームは持っていないが（ジュニアチームの一員として直接指導するよりも、地域の指導者との連携を深め共に向上することで、より多くの有望選手を輩出しようという狙いがある。）、幼稚園生から中学生年代を対象に、都内各地でサッカースクールを開催しており、指導・普及に当たっている。その中でも「アドバンスクラス」では、U-12フェスティバルに参加するなど、選抜チームに近い活動形態をとっている。2016年発表の「2020VISION」では、スクール数30校スクール生5000人を目標に掲げた。
選手育成コンセプトとして、2011年にトップチームのスローガンとしても用いられた「TOKYO SPIRIT」（Speed/スピード、Personality/人間性、Insight/洞察力・判断力、Race/競争、Independence/自立、Tecnique/テクニック）を掲げている。
2010年、2017年、2023年、2024年に最優秀育成クラブ賞を受賞した。

## 組織別概要

### FC東京U-18
各学年12人、36人（U-15からの昇格数により前後する）が所属する。
2001年（尾亦弘友希・馬場憂太世代）に、三大タイトル全てのファイナリストとなったが、以降は各大会とも上位止まりでタイトルには手が届かず、プリンスリーグ関東からも降格した（当時は1部制でプリンスリーグ関東2部が存在しなかった）。2005年に東京都リーグで連覇し、2006年にプリンスリーグ関東に復帰した。
2007年、本拠地をFC東京深川グランドからFC東京小平グランドに移転。この年からU-15むさし卒業生が合流し、U-15深川・U-15むさし・外部の選手が合わさるチームとなる。なお、外部生については日本全国の中学生を対象にスカウトを行っており、地域による制限は無い。
2010年にはU-15深川出身の阿部巧、U-15むさし出身の重松健太郎、外部出身の平出涼がそれぞれトップチームに昇格した。
2010年、プリンスリーグ関東1部で3連覇を達成。2008年第4節から2010年第11節まで30試合無敗という記録を作った。また2010年のリーグ成績により、2011年から新設のプレミアリーグへ参入を果たす。同年のプレミアリーグでは、コンサドーレ札幌U-18（同年優勝）に次ぐ堅守の一方で、中軸であるMF橋本拳人・MF野澤英之のポジションを固定できずに得点が伸び悩み9位に終わり、関東リーグへの降格を喫した。
2012年より、実戦機会確保のため、Bチームだけで新たにリーグ戦に参加している。
2014年、プリンスリーグ関東で2位になり参入戦を勝ち上がり、プレミアリーグへ再昇格した。
2016年からU-18は育成部から離れ強化部に組み込まれた。また、「FC東京U-23」発足に伴ってU-18の各選手は「トップチーム」「U-23」「U-18Aチーム」「U-18Bチーム」の4チームのいずれかに振り分けられることになった。選手によっては複数チームの兼ね合いによって負担が増すものの「今までは環境が整備されすぎたところもあった」（立石敬之GM） と過密日程への対応も踏まえた育成を進めている。
クラブユース選手権、Jユースカップとカップ戦で強さも見せ、プレミアリーグ戦では2位の好成績でシーズンを終える。
2017年はクラブユース選手権を2年連続で優勝し、プレミアリーグEASTも優勝。チーム史上初のチャンピオンシップを獲得した。
2019年、プリンスリーグ関東を優勝し、参入戦でも勝ち1年でプレミアリーグに復帰を決める。

#### 成績
| 年度 | 所属                   | リーグ戦 | リーグ戦 | リーグ戦 | リーグ戦 | リーグ戦 | リーグ戦 | カップ戦        | カップ戦        | カップ戦                | カップ戦        | カップ戦                            |
| 年度 | 所属                   | 順位     | 勝点     | 試       | 勝       | 分       | 敗       | 旧高円宮杯 U-18 | 旧高円宮杯 U-18 | クラブユース 選手権U-18 | Jユース カップ  | 国体・少年男子 (東京都選抜選出人数) |
| 1998 | 関東クラブユースリーグ | 準優勝   |          |          |          |          |          |                 |                 | 関東大会敗退            | 1回戦敗退       |                                     |
| 1999 |                        |          |          |          |          |          |          |                 |                 | GL3位                   | GL敗退          |                                     |
| 2000 |                        |          |          |          |          |          |          |                 |                 | 関東GL敗退              | GL3位           |                                     |
| 2001 |                        |          |          |          |          |          |          | 準優勝          | 準優勝          | 優勝                    | 準優勝          | 4位 (4名)                           |
| 2002 | 関東スーパーリーグ     | 5位      | 18       | 9        | 5        | 3        | 1        |                 |                 | ベスト8                 | ベスト8         | ベスト8 (5名)                       |
| 2003 | プリンスリーグ関東     | 10位     | 14       | 9        | 4        | 2        | 3        |                 |                 | GL2位                   | ベスト8         | ベスト8 (4名)                       |
| 2004 | 東京都トップリーグ     | 優勝     | 16       | 6        | 5        | 1        | 0        |                 |                 | ベスト8                 | GL2位           | 1回戦 (3名)                         |
| 2005 | TFA T1リーグ           | 優勝     | 29       | 11       | 9        | 2        | 0        |                 |                 | ベスト8                 | ベスト8         | 4位 (4名)                           |
| 2006 | プリンスリーグ関東     | 8位      | 16       | 9        | 5        | 1        | 3        |                 |                 | 3位                     | 準優勝          | 関東予選 (6名)                      |
| 2007 | プリンスリーグ関東     | 7位      | 18       | 9        | 5        | 3        | 1        |                 |                 | GL3位                   | 優勝            | 優勝 (6名)                          |
| 2008 | プリンスリーグ 関東1部 | 優勝     | 27       | 11       | 9        | 0        | 2        | 3位             | 3位             | 優勝                    | 3位             | 1回戦 (5名)                         |
| 2009 | プリンスリーグ 関東1部 | 優勝     | 27       | 11       | 8        | 3        | 0        | ベスト8         | ベスト8         | 準優勝                  | 優勝            | 関東予選 (5名)                      |
| 2010 | プリンスリーグ 関東1部 | 優勝     | 29       | 11       | 9        | 2        | 0        | 準優勝          | 準優勝          | GL2位                   | 準優勝          | 優勝 (7名)                          |
| 年度 | 所属                   | リーグ戦 | リーグ戦 | リーグ戦 | リーグ戦 | リーグ戦 | リーグ戦 | リーグ戦        | リーグ戦        | カップ戦                | カップ戦        | カップ戦                            |
| 年度 | 所属                   | 順位     | 勝点     | 試       | 勝       | 分       | 敗       | CS              | PO              | クラブユース 選手権U-18 | Jユース カップ  | 国体・少年男子 (東京都選抜選出人数) |
| 2011 | プレミアリーグEAST     | 9位      | 16       | 18       | 3        | 7        | 8        | -               | -               | GL3位                   | GL3位           | ベスト8 (7名)                       |
| 2012 | プリンスリーグ 関東1部 | 2位      | 40       | 18       | 13       | 1        | 4        | -               | -               | ベスト16                | GL3位           | ベスト12 (6名)                      |
| 2013 | プリンスリーグ 関東1部 | 6位      | 26       | 14       | 8        | 2        | 8        | -               | -               | 関東大会敗退            | ベスト16        | 優勝 (8名)                          |
| 2014 | プリンスリーグ関東     | 2位      | 31       | 18       | 9        | 4        | 5        | -               | 参入            | 準優勝                  | 3位             | 関東予選 (6名)                      |
| 2015 | プレミアリーグEAST     | 5位      | 26       | 18       | 7        | 5        | 6        | -               | -               | ベスト16                | 3位             | 1回戦 (11名)                        |
| 2016 | プレミアリーグEAST     | 2位      | 32       | 18       | 9        | 5        | 4        | -               | -               | 優勝                    | 優勝            | 4位 (4名)                           |
| 2017 | プレミアリーグEAST     | 優勝     | 32       | 18       | 12       | 3        | 3        | 優勝            | -               | 優勝                    | ベスト8         | 関東予選（6名）                     |
| 2018 | プレミアリーグEAST     | 9位      | 19       | 18       | 4        | 7        | 7        | -               | -               | ベスト16                | ベスト16        | 関東予選（6名）                     |
| 2019 | プリンスリーグ関東     | 優勝     | 40       | 18       | 12       | 4        | 2        | -               | 参入            | ベスト16                | 1回戦           | ベスト8（11名）                     |
| 2020 | プレミアリーグ関東     | 3位      | 13       | 7        | 4        | 1        | 2        | 中止            | -               | 準優勝                  | 中止            | 延期                                |
| 年度 | 所属                   | リーグ戦 | リーグ戦 | リーグ戦 | リーグ戦 | リーグ戦 | リーグ戦 | リーグ戦        | リーグ戦        | カップ戦                | カップ戦        | カップ戦                            |
| 年度 | 所属                   | 順位     | 勝点     | 試       | 勝       | 分       | 敗       | FINAL           | PO              | クラブユース 選手権U-18 | Jユース リーグ  | 国体・少年男子 (東京都選抜選出人数) |
| 2021 | プレミアリーグEAST     | 6位      | 24       | 18       | 6        | 6        | 6        | 中止            | -               | ベスト8                 | GL1位           | 関東予選（8名）                     |
| 2022 | プレミアリーグEAST     | 5位      | 35       | 22       | 11       | 2        | 9        | -               | -               | ベスト16                | GL1位           | ベスト8（3名）                      |
| 2023 | プレミアリーグEAST     | 10位     | 22       | 22       | 5        | 7        | 10       | -               | -               | 準優勝                  | GL2位           | 3位(5名)                            |
| 2024 | プレミアリーグEAST     | 10位     | 26       | 22       | 7        | 5        | 10       | -               | -               | GL2位                   | 2ndR 上位リーグ | ベスト8（4名）                      |
| 2025 | プレミアリーグEAST     | 位       |          |          |          |          |          |                 |                 | 3位                     |                 |                                     |

- 1998年は東京ガスFCユース
- JFAプリンスリーグU-18関東の順位（2002-2007年）は、グループリーグ内の順位ではなく、順位決定戦による順位。
- 2021年プレミアリーグの順位は勝ち点平均で決定し、Jユースリーグは予選リーグのみの順位

| 年度 | 所属                 | 順位 | 勝点 | 試 | 勝 | 分 | 敗 | 得 | 失 | 差 |
| 2012 | 地区トップリーグ東京 | 優勝 | 28   | 10 | 9  | 1  | 0  | 55 | 8  | 47 |
| 2013 | 東京都3部(T3)        | 3位  | 15   | 7  | 5  | 0  | 2  | 33 | 12 | 21 |
| 2014 | 東京都3部(T3)        | 優勝 | 22   | 9  | 7  | 1  | 1  | 26 | 5  | 21 |
| 2015 | 東京都2部(T2)        | 2位  | 34   | 18 | 11 | 6  | 1  | 50 | 22 | 28 |
| 2016 | 東京都1部(T1)        | 5位  | 31   | 18 | 9  | 5  | 4  | 36 | 22 | 12 |
| 2017 | 東京都1部(T1)        | 4位  | 30   | 18 | 9  | 3  | 6  | 36 | 24 | 12 |
| 2018 | 東京都1部(T1)        | 3位  | 30   | 18 | 9  | 3  | 6  | 23 | 20 | 3  |
| 2019 | 東京都1部(T1)        | 5位  | 28   | 18 | 8  | 4  | 6  | 27 | 29 | -2 |
| 2020 | 東京都1部(T1)        | 7位  | 10   | 9  | 3  | 1  | 5  | 13 | 20 | -7 |
| 2021 | 東京都1部(T1)        | 8位  | 13   | 13 | 4  | 1  | 8  | 25 | 26 | -1 |
| 2022 | 東京都1部(T1)        | 3位  | 28   | 18 | 9  | 1  | 8  | 38 | 38 | 0  |
| 2023 | 東京都1部(T1)        | 7位  | 25   | 18 | 7  | 4  | 7  | 33 | 32 | 1  |
| 2024 | 東京都1部(T1)        | 5位  | 26   | 18 | 7  | 5  | 6  | 34 | 33 | 1  |
| 2025 | 東京都1部(T1)        | 位   |      |    |    |    |    |    |    |    |

主なタイトル
- 高円宮杯U-18サッカーリーグ プレミアリーグチャンピオンシップ (2017年)
- 日本クラブユースサッカー選手権 (U-18)大会 (2001年、2008年、2016年、2017年)
- Jユースカップ (2007年、2009年、2016年)
- 高円宮杯U-18サッカーリーグ プレミアリーグイースト (2017年)
- プリンスリーグ関東 (2008年、2009年、2010年、2019年)
- 東京都クラブユースサッカーU-17選手権大会 (2006年、2011年、2014年、2016年、2018年、2024年)
- 日本クラブユースサッカーU-18選手権大会 関東大会（2007年、2008年、2014年、2015年、2017年）
- イギョラカップ (2006年、2016年、2021年、2022年)
- サニックス杯国際ユースサッカー大会 (2007年)
- 宮城スタジアムカップ (2007年)
- Jリーグ U-16チャレンジリーグ (2012年、2013年、2016年)
- 和倉ユース(U-18)サッカー大会 (2014年)
- 水戸ホーリーホックユースカップ(U18) (2024年)

#### 国際試合
- 登録上はU-18ではあるが、大会規定やリーグ戦との兼ね合いなどから、3年生が出場しない大会も多い（U-15も同様）。
- 2007年、2008年に参加したサニックス杯国際ユースサッカー大会については、海外クラブと対戦する機会がなかったため記載していない。

### FC東京U-15深川
2003年以前のFC東京U-15を引き継ぐチーム。そのため、2004年に「深川」と改称されたものの、当時所属する選手を第一期生とはしていない。各学年18人、54人前後の選手が所属する。練習場所はFC東京深川グランド。
パリ国際大会にも引き続き参加していたが、出場クラブの多くが地元フランスのチームであるということもあって、芳しい成績を挙げられなかった。また、現地家庭にホームステイすることで生活・文化面での成長を図っていた。
2007年に発足された関東リーグ参加チームに選出。黒星が先行する厳しい闘いが続いていたが、1部に踏みとどまり、2011年には初の勝ち越しに成功。
2022年に関東ユース (U-15)サッカーリーグで優勝。深川むさし通じて初めてである。

#### 成績
| 年度 | 所属          | リーグ戦 | リーグ戦 | リーグ戦 | リーグ戦 | リーグ戦 | リーグ戦 | カップ戦                                | カップ戦      |
| 年度 | 所属          | 順位     | 勝点     | 試       | 勝       | 分       | 敗       | クラブユース 選手権U-15                 | 高円宮杯 U-15 |
| 1998 |               |          |          |          |          |          |          | ベスト8                                 | 3位           |
| 1999 |               |          |          |          |          |          |          | ベスト16                                | ベスト16      |
| 2000 |               |          |          |          |          |          |          | ベスト8                                 | 関東ベスト8   |
| 2001 |               |          |          |          |          |          |          | 準優勝                                  | 関東4位       |
| 2002 |               |          |          |          |          |          |          | 3位                                     | 東京都ベスト8 |
| 2003 |               |          |          |          |          |          |          | 優勝                                    | ベスト8       |
| 2004 |               |          |          |          |          |          |          | ベスト16                                | 3位           |
| 2005 |               |          |          |          |          |          |          | 関東10位                                | 準優勝        |
| 2006 |               |          |          |          |          |          |          | 関東GL3位                               | 3位           |
| 2007 | 関東Bブロック | 4位      | 6        | 5        | 2        | 0        | 3        | 関東ベスト16                            | 3位           |
| 2007 | 関東下        | 2位      | 12       | 5        | 4        | 0        | 1        | 関東ベスト16                            | 3位           |
| 2008 | 関東          | 11位     | 11       | 11       | 3        | 2        | 6        | 関東10位                                | 優勝          |
| 2009 | 関東          | 9位      | 10       | 11       | 3        | 1        | 7        | 関東ベスト16                            | 関東ベスト10  |
| 2010 | 関東1部       | 10位     | 11       | 11       | 3        | 2        | 6        | 関東大会敗退                            | 関東大会敗退  |
| 2011 | 関東1部       | 3位      | 21       | 11       | 6        | 3        | 2        | 関東ベスト11位 (デベロップ杯3位)        | ベスト16      |
| 2012 | 関東1部       | 7位      | 27       | 22       | 7        | 6        | 9        | 関東大会敗退                            | 関東大会敗退  |
| 2013 | 関東1部       | 10位     | 17       | 22       | 5        | 2        | 15       | 準優勝                                  | 関東大会敗退  |
| 2014 | 関東1部       | 2位      | 42       | 22       | 12       | 6        | 4        | ベスト8                                 | 優勝          |
| 2015 | 関東1部       | 6位      | 30       | 22       | 8        | 6        | 8        | 関東大会敗退 (インターシティ杯EAST 7位) | 関東大会敗退  |
| 2016 | 関東1部       | 6位      | 27       | 22       | 7        | 6        | 9        | ベスト32                                | 関東大会敗退  |
| 2017 | 関東1部       | 2位      | 44       | 22       | 13       | 5        | 4        | ベスト32                                | 準優勝        |
| 2018 | 関東1部       | 3位      | 39       | 22       | 12       | 3        | 7        | ベスト8                                 | 優勝          |
| 2019 | 関東1部       | 3位      | 39       | 22       | 11       | 6        | 5        | 2回戦                                   | 2回戦         |
| 2020 | 関東1部       | 8位      | 7        | 9        | 2        | 1        | 6        | 中止                                    | 関東大会敗退  |
| 2021 | 関東1部       | 5位      | 7        | 5        | 2        | 1        | 2        | 関東大会敗退                            | 1回戦         |
| 2022 | 関東1部       | 優勝     | 40       | 18       | 13       | 1        | 9        | 関東大会敗退                            | 1回戦         |
| 2023 | 関東1部       | 7位      | 22       | 18       | 6        | 4        | 8        | 関東大会敗退                            | ベスト8       |
| 2024 | 関東1部       | 10位     | 10       | 18       | 2        | 4        | 12       | 1回戦                                   | 関東大会敗退  |
| 2025 | 関東2部B      | 位       |          |          |          |          |          | 関東大会敗退                            |               |

- 1998年は「東京ガスFCジュニアユース」。1999年から2003年は「FC東京U-15」。

| 年度 | 所属                     | 順位 | 勝点 | 試 | 勝 | 分 | 敗 | 得 | 失 | 差 |
| 2014 | 関東（U-13）1部Aブロック | 3位  | 27   | 14 | 8  | 3  | 3  | 20 | 6  | 14 |
| 2015 | 関東（U-13）1部Aブロック | 6位  | 17   | 14 | 5  | 2  | 7  | 13 | 15 | -2 |
| 2016 | 関東（U-13）1部Aブロック | 優勝 | 33   | 14 | 11 | 0  | 3  | 24 | 5  | 19 |
| 2017 | 関東（U-13）1部Aブロック | 3位  | 24   | 14 | 8  | 0  | 6  | 34 | 23 | 11 |
| 2018 | 関東（U-13）1部Bブロック | 優勝 | 34   | 14 | 11 | 1  | 2  | 37 | 13 | 24 |
| 2019 | 関東（U-13）1部Bブロック | 優勝 | 29   | 14 | 8  | 5  | 1  | 23 | 13 | 10 |
| 2020 | 関東（U-13）1部Bブロック | 2位  | 13   | 7  | 4  | 1  | 2  | 13 | 10 | 3  |
| 2021 | 関東（U-13）1部Aブロック | 6位  | 14   | 13 | 4  | 2  | 7  | 11 | 18 | -5 |
| 2022 | 関東（U-13）1部Bブロック | 4位  | 20   | 14 | 5  | 5  | 4  | 20 | 12 | 8  |
| 2023 | 関東（U-13）1部Bブロック | 優勝 | 31   | 14 | 10 | 1  | 4  | 40 | 15 | 25 |
| 2024 | 関東（U-13）1部Bブロック | 4位  | 20   | 14 | 6  | 2  | 6  | 19 | 21 | -2 |

主なタイトル
- 関東ユース (U-15)サッカーリーグ1部 (2022年)
- 関東ユース (U-13)サッカーリーグ1部 (2016年、2018年、2019年、2023年)
- 高円宮杯 JFA 全日本U-15サッカー選手権大会 (2008年、2014年、2018年)
- ナイキプレミアカップジャパン (2002年)
- 日本クラブユースサッカー選手権 (U-15)大会 (2003年)

#### 国際試合
- ナイキプレミアカップジャパン優勝チームとして、ナイキプレミアカップ2002ワールドファイナル（ポルトガル・リスボン）に参加し、6位[17]。
- 2003年のパリ国際大会では、過去最高の4位に入賞し、廣永遼太郎と宮阪政樹がベストイレブンに選出されている。
- 2024年のTSF サンス国際トーナメント2024で優勝し松下晴城が得点王になった[18]。

### FC東京U-15むさし
2001年の東京スタジアム開業、2002年のトップチームの練習場移転により、東京都西部での活動の更なる活性化が要される中、深川だけでは西部の中学生を指導・確保できないという状況にあったことから、2004年に発足。武蔵野台地から名付けた。各学年18人、54人前後の選手が所属する。
産（FC東京）・学（東京学芸大学）・官（小金井市）での地域スポーツ連携事業『学芸大クラブ』の活動の一環として、東京学芸大学の施設内で練習していることから、試合も含めて自由な見学が許されていない。
創設初年度は1年生だけのチームであり、各種大会でチームとしての実績が無かったため、2007年の関東リーグ参加チームに選出されなかった。以後、関東リーグ参入へ向けての挑戦を続け、2013年に東京都リーグ優勝及び関東リーグ参入トーナメントで勝ち残り、昇格を果たした。
2021年、日本クラブユースサッカー選手権 (U-15)大会において初優勝を果たした。

#### 成績
| 年度 | 所属               | リーグ戦 | リーグ戦 | リーグ戦 | リーグ戦 | リーグ戦 | リーグ戦 | カップ戦                                | カップ戦      | 備考           |
| 年度 | 所属               | 順位     | 勝点     | 試       | 勝       | 分       | 敗       | クラブユース 選手権U-15                 | 高円宮杯 U-15 | 備考           |
| 2004 |                    |          |          |          |          |          |          |                                         |               | 2,3年生不在    |
| 2005 |                    |          |          |          |          |          |          |                                         |               | 3年生不在      |
| 2006 |                    |          |          |          |          |          |          |                                         | 準優勝        |                |
| 2007 | 東京都1部Cブロック | 2位      | 9        | 5        | 3        | 0        | 2        | ベスト16                                | ベスト16      |                |
| 2007 | 東京都1部上位      | 5位      | 6        | 5        | 2        | 0        | 3        | ベスト16                                | ベスト16      |                |
| 2008 | 東京都1部Aブロック | 優勝     | 15       | 5        | 5        | 0        | 0        | ベスト8                                 | 東京都ベスト8 |                |
| 2008 | 関東チャレンジ     | 2位      | 10       | 5        | 3        | 1        | 1        | ベスト8                                 | 東京都ベスト8 |                |
| 2009 | 東京都1部Bブロック | 優勝     | 10       | 5        | 3        | 1        | 1        | 関東ベスト12                            | 関東大会敗退  |                |
| 2009 | 関東チャレンジ     | 6位      | 4        | 5        | 0        | 4        | 1        | 関東ベスト12                            | 関東大会敗退  |                |
| 2010 | 東京都1部Aブロック | 2位      | 13       | 6        | 4        | 1        | 1        | 関東大会敗退                            | ベスト16      |                |
| 2010 | 関東チャレンジ     | 3位      | 9        | 5        | 3        | 0        | 2        | 関東大会敗退                            | ベスト16      |                |
| 2011 | 東京都1部Cブロック | 優勝     | 15       | 5        | 5        | 0        | 0        | ベスト16                                | ベスト16      |                |
| 2011 | 関東チャレンジ     | 優勝     | 13       | 5        | 4        | 1        | 0        | ベスト16                                | ベスト16      |                |
| 2012 | 全都Aブロック      | 3位      | 18       | 8        | 6        | 0        | 2        | 関東大会敗退                            | 予選敗退      |                |
| 2012 | 全都チャレンジA    | 優勝     | 9        | 3        | 3        | 0        | 0        | 関東大会敗退                            | 予選敗退      |                |
| 2013 | 東京都トップ       | 優勝     | 42       | 14       | 14       | 0        | 0        | 関東大会敗退                            | 関東大会敗退  |                |
| 2014 | 関東2部            | 優勝     | 54       | 22       | 17       | 3        | 2        | 関東大会敗退 (インターシティ杯EAST 3位) | 関東大会敗退  |                |
| 2015 | 関東1部            | 2位      | 40       | 22       | 12       | 4        | 6        | 準優勝                                  | ベスト16      |                |
| 2016 | 関東1部            | 12位     | 8        | 22       | 0        | 8        | 14       | 関東大会敗退                            | 関東大会敗退  |                |
| 2017 | 関東2部            | 優勝     | 47       | 22       | 14       | 5        | 3        | ラウンド32                              | ベスト8       |                |
| 2018 | 関東1部            | 2位      | 40       | 22       | 12       | 4        | 6        | 関東大会敗退                            | ベスト8       |                |
| 2019 | 関東1部            | 2位      | 40       | 22       | 12       | 4        | 6        | ベスト4                                 | 1回戦         |                |
| 2020 | 関東1部            | 5位      | 16       | 9        | 5        | 1        | 3        | 中止                                    | 関東大会敗退  |                |
| 2021 | 関東1部            | 4位      | 8        | 5        | 2        | 2        | 1        | 優勝                                    | 2回戦         | 全国大会初優勝 |
| 2022 | 関東1部            | 3位      | 37       | 18       | 12       | 1        | 5        | ベスト16                                | 1回戦         |                |
| 2023 | 関東1部            | 9位      | 17       | 18       | 5        | 2        | 11       | ラウンド32                              | 関東大会敗退  |                |
| 2024 | 関東2部B           | 優勝     | 51       | 18       | 17       | 0        | 1        | ベスト4                                 | ベスト8       |                |
| 2025 | 関東1部            | 位       |          | 18       |          |          |          | ラウンド32                              |               |                |

| 年度 | 所属                     | 順位 | 勝点 | 試 | 勝 | 分 | 敗 | 得 | 失 | 差 |
| 2014 | 関東（U-13）1部Bブロック | 3位  | 24   | 14 | 7  | 3  | 4  | 28 | 23 | 5  |
| 2015 | 関東（U-13）1部Bブロック | 優勝 | 30   | 14 | 10 | 0  | 4  | 32 | 8  | 24 |
| 2016 | 関東（U-13）1部Bブロック | 2位  | 26   | 14 | 7  | 5  | 2  | 27 | 16 | 11 |
| 2017 | 関東（U-13）1部Bブロック | 5位  | 20   | 14 | 5  | 5  | 4  | 18 | 17 | 1  |
| 2018 | 関東（U-13）1部Aブロック | 7位  | 16   | 14 | 4  | 4  | 6  | 16 | 18 | -2 |
| 2019 | 関東（U-13）2部Cブロック | 優勝 | 39   | 14 | 13 | 0  | 1  | 50 | 9  | 41 |
| 2020 | 関東（U-13）1部Aブロック | 2位  | 16   | 6  | 5  | 1  | 0  | 17 | 4  | 13 |
| 2021 | 関東（U-13）1部Bブロック | 2位  | 27   | 13 | 8  | 3  | 2  | 23 | 13 | 10 |
| 2022 | 関東（U-13）1部Aブロック | 優勝 | 34   | 14 | 11 | 1  | 2  | 50 | 9  | 41 |
| 2023 | 関東（U-13）1部Aブロック | 4位  | 18   | 14 | 5  | 3  | 6  | 21 | 28 | -7 |
| 2024 | 関東（U-13）1部Aブロック | 3位  | 28   | 14 | 9  | 1  | 4  | 31 | 24 | 7  |

主なタイトル
- 日本クラブユースサッカー選手権 (U-15)大会(2021年)
- FIFAワールドカップTMドイツ大会記念ベルリン・ユースサッカー大会 (2006年)
- 東京国際ユース(U-14)サッカー大会 (2011年)
- 関東ユース (U-15)サッカーリーグ2部 (2014年、2017年、2024年)
- 関東ユース (U-13)サッカーリーグ1部 (2015年、2022年)
- IBER CUP Scandinavia (2016年)
- JリーグU-14 メトロポリタンリーグ (2016年)

#### 国際試合
- 優勝した2006年のベルリン・ユースサッカー大会、2016年のIBER CUPはいずれも2年生が出場。

### FC東京U-15混成チーム
「深川」「むさし」それぞれの選手からなる混成チーム。

## その他

### 協賛
- クラブサポートメンバー

2010年から「ユースの活動費補助」を目的とした会員を募っている。年会費2,000円からで入会することができ、申込口数に応じて会員限定の特典を受けることが出来る。2010年7月10日、会員数が1万人に到達した。クラブサポートメンバーは、2023シーズンより「F.C.TOKYO OFFICIAL MEMBERSHIP」にリニューアルした。
- ビッグフレームス

クラブサポートメンバー創設以前より、同様の目的を有する「ビッグフレームス」という協賛があったが、2010年以降はクラブサポートメンバーに10口以上の申込をした会員のことをビッグフレームスと称することになった。ビッグフレームスとして協賛した個人・団体は本人了承のもとでFC東京オフィシャルウェブサイトに掲載されている。2023年より限定500名のコースビッグフレームスプレミアムが創設された。
- ACADEMY PARTNER・SUPPORTER

クラブサポートメンバーからOFFICIAL MEMBERSHIPに変更し今までのように経費を除いたすべてがアカデミー活動に使用されるわけではない為に新たに創設された。
2023年に法人向け2023キッズパートナー・アカデミーパートナーが創設され、2024年に個人でも支援できるようにアカデミーサポーターと統合し今の形になる。

### セレクション
- U-18、U-15

ともに高校生・中学生の途中加入は原則受け付けておらず、中学3年生・小学6年生に限ってセレクションを開催している。参加費は傷害保険料を含め3,100円。U-15のセレクションは4次セレクションまで行われる。U-15深川、U-15むさし両方のセレクションを受ける場合は、それぞれに申し込むことが必要（両方のセレクションを一度に行ったこともある）。
- サッカースクール アドバンスクラス

小学3年生から5年生まで受け付けている。コースによっては、スクール生以外の一般参加も認められており、その場合1,000円の参加費が必要（スクール生は無料）。

## 歴代監督
| 氏名       | 在籍年             | 現在                                               |
| 柴田峡     | 1999-2002          |                                                    |
| 長島裕明   | 2003-2005          | 栃木SC ヘッドコーチ                                |
| 倉又寿雄   | 2006,1-8 2007-2011 | 立教大学体育会サッカー部総監督                     |
| 福井哲     | 2006,8-12          | 城西国際大学サッカー部総監督（クラブアドバイザー） |
| 本吉剛     | 2012-2013          | 四国学院大学サッカー部監督                         |
| 佐藤一樹   | 2014-2018          | 横浜FCチーム統括本部チーム強化 兼 ONODERA FC監督   |
| 中村忠     | 2019-2021          | 東京ヴェルディ アカデミー ヘッドオブコーチング     |
| 奥原崇     | 2022-2023          | FC東京 コーチ                                      |
| 佐藤由紀彦 | 2024-              |                                                    |

| 氏名     | 在籍年               | 現在                                     |
| 柴田峡   | 1997-1998            | 上述                                     |
| 長島裕明 | 1999-2002            | 上述                                     |
| 本吉剛   | 2003-2005            | 上述                                     |
| 長澤徹   | 2006,1-8 2008-2010,9 | 大宮アルディージャ監督                   |
| 矢野眞光 | 2006,8-12            | 東京都クラブユースサッカー連盟理事       |
| 右田聡   | 2007 2010,9-12       | FC東京 育成部 サブアカデミーダイレクター |
| 山口隆文 | 2011                 | JFAアカデミー福島女子U-18監督            |
| 奥原崇   | 2012-2016            | 上述                                     |
| 太田匡人 | 2017-                |                                          |

| 氏名     | 在籍年    | 現在                   |
| 天野賢一 | 2004-2005 | ツエーゲン金沢 コーチ  |
| 山口隆文 | 2006-2010 | 上述                   |
| 二宮浩   | 2011-2012 | AZ'86東京青梅 コーチ   |
| 中村忠   | 2013-2015 | 上述                   |
| 京増雅仁 | 2016      | FC東京U-15むさしコーチ |
| 北慎     | 2017-2022 | FC東京U-18コーチ       |
| 藤山竜仁 | 2023-     |                        |

## 出身選手
現在トップチーム在籍中の選手。

### 1981年 - 1989年 生
| 氏名                      | 下部組織所属 | 下部組織所属 | 下部組織所属 | ◯入団クラブ ・これまでの主な所属クラブ | 現在                                | 備考                                              |
| 氏名                      | U-12         | U-15         | U-18         | ◯入団クラブ ・これまでの主な所属クラブ | 現在                                | 備考                                              |
| 001981年/1982年生         |              |              |              | |                                     |                                                   |
| 酒匂宏明                  |              |              | ○            | ◯愛媛FC |                                     |                                                   |
| 庄司紘之                  |              | JY           | ○            | ◯インペリオ浦和 | ヴォスクオーレ仙台                  |                                                   |
| 鳥丸太作                  |              |              | ○            | ◯インペリオ浦和 ・ マウイー/ジャラグア ・FUGA MEGURO ・ステラミーゴいわて花巻 ・バルドラール浦安 ・デルミリオーレクラウド群馬                                                                                             | Y.S.C.C.横浜フットサル監督          |                                                   |
| 001983年/1984年生         |              |              |              | |                                     |                                                   |
| 尾亦弘友希                |              | JY           | ○            | ◯FC東京(昇格) ・大宮アルディージャ ・湘南ベルマーレ ・セレッソ大阪 ・アビスパ福岡 ・CORAZONマタドール ・南葛SC | 高三SC代表                          | 初のトップチーム昇格                              |
| 馬場憂太                  |              |              | ○            | ◯FC東京 (昇格) ・ジェフ千葉 ・モンテディオ山形 ・東京ヴェルディ ・大田シチズン | ルピナスサッカースクール代表        | 初のトップチーム昇格                              |
| 石川高大                  |              | JY           | ○            | ◯V・ファーレン長崎 |                                     |                                                   |
| 来栖由基                  |              | JY           | ○            | ◯FC刈谷 |                                     |                                                   |
| 高橋延仁                  |              |              | ○            | ◯佐川急便東京SC |                                     |                                                   |
| ディビッドソン 純マーカス |              | JY           |              | ◯大宮アルディージャ ・アルビレックス新潟 ・ヴィッセル神戸 ・コンサドーレ札幌 ・カロライナ・レイルホークス ・徳島ヴォルティス ・バンクーバー・ホワイトキャップス ・サイアム・ネイビーFC ・シャーロット・インディペンデンス | 鹿児島ユナイテッド U-15監督         |                                                   |
| 001984年/1985年生         |              |              |              | |                                     |                                                   |
| 阿部伸行                  |              |              | ○            | ◯FC東京 ・湘南ベルマーレ ・ギラヴァンツ北九州 ・AC長野パルセイロ ・いわてグルージャ盛岡 | FC町田ゼルビア アシスタントGKコーチ | 初の大学経由入団                                  |
| 中島健太                  |              | ○            |              | ◯横河武蔵野FC ・カマタマーレ讃岐 |                                     |                                                   |
| 001985年/1986年生         |              |              |              | |                                     |                                                   |
| 呉章銀                    |              |              | ○            | ◯FC東京 (昇格) ・ 大邱FC ・ 蔚山現代 ・ 水原三星 ・ 城南FC ・ 大田シチズン | 釜山アイパークヘッドコーチ          | 初の2種登録での出場                               |
| 梶山陽平                  | Jr           | ○            | ○            | ◯FC東京 (昇格) ・パナシナイコスFC ・大分トリニータ ・FC東京U-23 ・アルビレックス新潟 | FC東京育成部 U-12コーチ             | 初のオリンピアン                                  |
| 李忠成                    |              |              | ○            | ◯FC東京 (昇格) ・柏レイソル ・サンフレッチェ広島 ・サウサンプトンFC ・浦和レッズ ・横浜F・マリノス ・京都サンガ ・アルビレックス新潟シンガポール                                                                          |                                     | 初の国際Aマッチ得点                               |
| 飯山悠吾                  | Jr           | ○            | ○            | ◯ザスパ草津U-23 ・東京23FC ・いわてグルージャ盛岡 | FC東京 育成部スタッフ               |                                                   |
| 鎌田次郎                  |              | ○            | ○            | ◯柏レイソル ・ベガルタ仙台 ・SC相模原 | サッカースクール運営                |                                                   |
| 斎藤雅也                  |              | ○            | ○            | ◯栃木SC |                                     |                                                   |
| 眞行寺和彦                | Jr           | ○            |              | ◯水戸ホーリーホック |                                     |                                                   |
| 冨田賢                    |              | ○            | ○            | ◯ザスパ草津U-23 |                                     |                                                   |
| 001986年/1987年生         |              |              |              | |                                     |                                                   |
| 伊賀貴一                  |              | ○            |              | ◯Honda FC |                                     | 2009年 JFL新人王 2015年 JFL得点王、ベストイレブン |
| 染谷悠太                  | Jr           | ○            | ○            | ◯京都サンガF.C. ・セレッソ大阪 ・柏レイソル | 柏レイソルコーチ                    |                                                   |
| 福田建                    |              |              | ○            | ◯ジェフリザーブズ | 日立ビルシステムSC                  |                                                   |
| 宮崎智彦                  |              |              | ○            | ◯鹿島アントラーズ ・横浜FC ・ジュビロ磐田 ・ファジアーノ岡山 ・福島ユナイテッド | 福島ユナイテッド                    |                                                   |
| 001987年/1988年生         |              |              |              | |                                     |                                                   |
| 伊藤龍                    |              | ○            | ○            | ◯ジェフリザーブズ |                                     |                                                   |
| 永露大輔                  |              | ○            | ○            | ◯横河武蔵野FC |                                     |                                                   |
| 常盤聡                    |              |              | ○            | ◯水戸ホーリーホック ・ギラヴァンツ北九州 ・東京ヴェルディ ・ロアッソ熊本 ・ザスパクサツ群馬 ・八王子FC |                                     |                                                   |
| 村田翔                    |              | ○            | ○            | ◯水戸ホーリーホック ・ブリオベッカ浦安 ・ザスパクサツ群馬 ・栃木ウーヴァFC ・tonan前橋 ・エリース東京 ・東京ベイFC | 東京ベイFC                          |                                                   |
| 001988年/1989年生         |              |              |              | |                                     |                                                   |
| 権田修一                  |              | ○            | ○            | ◯FC東京. (昇格) ・SVホルン ・サガン鳥栖 ・ポルティモネンセ ・清水エスパルス ・ デブレツェニVSC | デブレツェニVSC                     | 初の国際Aマッチ出場、W杯出場（2022）              |
| 森村昂太                  |              | ○            | ○            | ◯FC東京 (昇格) ・水戸ホーリーホック ・ギラヴァンツ北九州 ・アビスパ福岡 ・町田ゼルビア ・Criacao Shinjuku | Criacao Shinjuku U-15監督           |                                                   |
| 吉本一謙                  |              | ○            | ○            | ◯FC東京 (昇格) ・FC岐阜 ・水戸ホーリーホック ・FC東京U-23 ・アビスパ福岡 ・清水エスパルス | 小平市教育委員会委員                |                                                   |
| 稲葉基輝                  |              | ○            | ○            | ◯ジェフリザーブズ ・ヴォルカ鹿児島 ・栃木ウーヴァFC | FC.VEARE コーチ                     |                                                   |
| 城間由太                  |              | ○            | ○            | ◯横河武蔵野FC | 東京武蔵野シティFCコーチ            |                                                   |
| 中野遼太郎                |              | ○            | ○            | ・早稲田大学 ◯ P・グライフスヴァルト ・FKイェルガヴァ | FC東京U-15深川コーチ                |                                                   |

### 1989年 - 2000年 生
| 氏名              | 下部組織所属 | 下部組織所属 | ◯入団クラブ ・これまでの主な所属クラブ | 現在                                                                 | 備考 |
| 氏名              | U-15         | U-18         | ◯入団クラブ ・これまでの主な所属クラブ | 現在                                                                 | 備考 |
| 001989年/1990年生 |              |              | |                                                                      | |
| 大竹洋平          | ○            | ○            | ◯FC東京 (昇格) ・セレッソ大阪 ・湘南ベルマーレ ・ファジアーノ岡山 ・V・ファーレン長崎 ・アルビレックス新潟シンガポール                                                      |                                                                      | |
| 廣永遼太郎        | ○            | ○            | ◯FC東京 (昇格) ・横河武蔵野FC ・ファジアーノ岡山 ・カターレ富山 ・サンフレッチェ広島 ・ヴィッセル神戸 ・tonan前橋                                                           | tonan前橋                                                            | |
| 丸山祐市          | ○            |              | ◯FC東京 ・湘南ベルマーレ ・FC東京U-23 ・名古屋グランパス ・川崎フロンターレ                                                                                                 | 川崎フロンターレ                                                     | 初の高体連経由入団 |
| 椋原健太          | ○            | ○            | ◯FC東京 (昇格) ・セレッソ大阪 ・サンフレッチェ広島 ・ファジアーノ岡山 | ファジアーノ岡山特命広報大使                                         | |
| 井澤惇            | ○            | ○            | ◯ヴァンフォーレ甲府 ・カターレ富山 ・徳島ヴォルティス ・栃木ウーヴァFC | 栃木シティFCオフェンスコーチ                                         | FC東京U-18から直接 他のJリーグクラブに入団した初の例                                                                             |
| 岡田翔平          | ○            | ○            | ◯サガン鳥栖 ・ザスパクサツ群馬 ・南葛SC ・YOKOHAMA FIFTY CLUB | YOKOHAMA FIFTY CLUB                                                  | |
| 加藤淳也          | ○            | ○            | ◯ シムラー・ヤングス |                                                                      | |
| 田中奏一          | ○            | ○            | ◯ファジアーノ岡山FC ・鹿児島ユナイテッドFC ・奈良クラブ | 奈良クラブアドバイザー 京都先端科学大学 監督                         | |
| 田端信成          | ○            | ○            | ◯佐川印刷SC |                                                                      | |
| 宮阪政樹          | ○            | ○            | ◯モンテディオ山形 ・松本山雅 ・AC長野パルセイロ | FC東京 スカウト                                                      | |
| 001990年/1991年生 |              |              | |                                                                      | |
| 三田啓貴          | F            | ○            | ・明治大学 ◯FC東京 ・ベガルタ仙台 ・ヴィッセル神戸 ・横浜FC ・ UDオリヴェイレンセ ・ ナコーンラーチャシーマー・マツダFC                                                     | ナコーンラーチャシーマー・マツダFC                                   | 2012年 FC東京（特別指定） |
| 井上亮太          | F            | ○            | ◯ガイナーレ鳥取 ・FC神楽しまね | FC東京アシスタントGKコーチ                                           | 下部組織出身初のトップチームコーチ(2025)                                                                                         |
| 岩渕良太          | F            | ○            | ・明治大学 ◯松本山雅FC ・レノファ山口 ・FC琉球 ・SC相模原 ・グルージャ盛岡 ・藤枝MYFC                                                                                       | FC琉球                                                               | |
| 佐藤祐馬          | F            |              | ◯栃木ウーヴァFC |                                                                      | |
| 鈴木健人          | F            |              | |                                                                      | |
| 畑尾大翔          |              | ○            | ・早稲田大学 ◯ヴァンフォーレ甲府 ・名古屋グランパス ・大宮アルディージャ ・ザスパクサツ群馬 ・ツエーゲン金沢                                                                | ツエーゲン金沢                                                       | |
| 平野又三          |              | ○            | ◯FC岐阜 | FCランコヴィッツ                                                     | |
| 藤原広太朗        | F            | ○            | ◯徳島ヴォルティス ・栃木SC ・鹿児島ユナイテッドFC ・ギラヴァンツ北九州 | 京都産業大 コーチ                                                    | |
| 宮澤勇樹          | F            |              | ◯松本山雅FC ・ シーラーチャーFC ・ TuSエルンテブリュック | 関東一高サッカー部コーチ                                             | |
| 六平光成          | F            |              | ◯清水エスパルス ・ギラヴァンツ北九州 | 共栄大学 コーチ                                                      | |
| 山崎侑輝          | F            | ○            | ◯ロアッソ熊本 ・レノファ山口 ・栃木ウーヴァ | ロアッソ熊本 ジュニアユース監督                                      | |
| 山村佑樹          | F            | ○            | ◯水戸ホーリーホック ・栃木シティFC | 栃木シティFC U-18コーチ                                              | |
| 001991年/1992年生 |              |              | |                                                                      | |
| 阿部巧            | F            | ○            | ◯FC東京 (昇格) ・横浜FC ・松本山雅FC ・アビスパ福岡 ・ザスパクサツ群馬 ・SC相模原 ・栃木シティFC                                                                            | 栃木シティFC フットボール事業本部 強化部課長兼アカデミーダイレクター | |
| 重松健太郎        | M            | ○            | ◯FC東京 (昇格) ・アビスパ福岡 ・カマタマーレ讃岐 ・ガイナーレ鳥取 ・FC大阪 ・FC琉球 ・YOKOHAMA FIFTY CLUB                                                                   | YOKOHAMA FIFTY CLUB                                                  | FC東京U-15むさし第一期生 |
| 平出涼            |              | ○            | ◯FC東京 (昇格) ・カターレ富山 ・鹿児島ユナイテッドFC ・ラインメール青森 ・鈴鹿ポイントゲッターズ                                                                            | アトレチコ鈴鹿クラブ                                                 | |
| 稲垣祥            | M            |              | ◯ヴァンフォーレ甲府 ・サンフレッチェ広島 ・名古屋グランパス | 名古屋グランパス                                                     | FC東京U-15むさし第一期生 |
| 碓井鉄平          | M            |              | ◯V・ファーレン長崎 ・AC長野パルセイロ ・ザスパクサツ群馬 ・カターレ富山 |                                                                      | FC東京U-15むさし第一期生 |
| 梅内和磨          | M            | ○            | ◯Y.S.C.C.横浜 ・いわてグルージャ盛岡 ・東京ユナイテッドFC ・東京武蔵野ユナイテッド ・YOKOHAMA FIFTY CLUB                                                                    |                                                                      | FC東京U-15むさし第一期生 |
| 高橋寛太          | F            |              | ◯CAヴォトゥポランゲンセ |                                                                      | |
| 三浦雄介          | F            |              | ◯Y.S.C.C.横浜 |                                                                      | |
| 三田尚央          |              | ○            | ◯Y.S.C.C.横浜 |                                                                      | |
| 守山健二          | F            | ○            | ◯Y.S.C.C.横浜 ・奈良クラブ ・松江シティ ・房総ローヴァーズ木更津FC | 栃木シティ アカデミーGKコーチ                                        | |
| 山崎直之          | F            | ○            | ◯アスルクラロ沼津 ・HBO東京 ・ テルスター ・ グニスタン ・ PEPO ・ 台中Futuro ・ 北市大同                                                                                   | 北市大同                                                             | |
| 001992年/1993年生 |              |              | |                                                                      | |
| 武藤嘉紀          | F            | ○            | ◯FC東京 ・1.FSVマインツ05 ・ニューカッスル・ユナイテッドFC ・SDエイバル ・ヴィッセル神戸                                                                                    | ヴィッセル神戸                                                       | 2010年 FC東京（2種登録） 2012年・2013年 FC東京（特別指定） 下部組織出身のとして初めてW杯出場（2018） Jリーグ最優秀選手賞(2024年) |
| 江口貴俊          | M            | ○            | ◯ヴェルスパ大分 ・FKイェゼロ ・FKイバル ・ヴィアティン三重 | FC東京普及部                                                         | |
| 加部未蘭          | M            |              | ◯ヴァンフォーレ甲府 | KONOSU CITY FC                                                       | |
| 上形洋介          | F            |              | ◯V・ファーレン長崎 ・ヴァンラーレ八戸 ・ギラヴァンツ北九州 ・ 香港流浪足球会 ・YOKOHAMA FIFTY CLUB                                                                          | YOKOHAMA FIFTY CLUB                                                  | |
| 佐々木陽次        |              | ○            | ◯徳島ヴォルティス ・カターレ富山 | カターレ富山                                                         | |
| 高木利弥          | F            |              | ◯モンテディオ山形 ・ジェフユナイテッド市原・千葉 ・柏レイソル ・松本山雅FC ・愛媛FC ・Tiffy Army FC（英版） ・YOKOHAMA FIFTY CLUB                                           | YOKOHAMA FIFTY CLUB/豊川高校コーチ                                   | |
| 廣木雄磨          | M            | ○            | ・東京学芸大学 ◯レノファ山口FC ・ファジアーノ岡山 ・バールンダーライーグルスFC                                                                                              |                                                                      | |
| 松藤正伸          | F            | ○            | ・明治大学 ◯ソニー仙台FC ・アスルクラロ沼津 |                                                                      | |
| 三浦龍輝          |              | ○            | ・明治大学 ◯柏レイソル ・AC長野パルセイロ ・ジュビロ磐田 | ジュビロ磐田                                                         | |
| 001993年/1994年生 |              |              | |                                                                      | |
| 橋本拳人          | F            | ○            | ◯FC東京 (昇格) ・ロアッソ熊本 ・ FCロストフ ・ヴィッセル神戸 ・SDウエスカ                                                                                                   | FC東京                                                               | 2011年FC東京（2種登録） |
| 小山北斗          | M            |              | ◯MIOびわこ滋賀 | 成田ユナイテッド                                                     | |
| 白崎凌兵          | M            |              | ◯清水エスパルス ・カターレ富山 ・鹿島アントラーズ ・サガン鳥栖 ・清水エスパルス ・FC町田ゼルビア                                                                            | FC町田ゼルビア                                                       | |
| 谷俊勲            | M            | ○            | ◯アルビレックス新潟シンガポール ・ エスティアンティス・ムルシア（英版） ・ブリオベッカ浦安 ・ 台中Futuro ・ Y.S.C.C.横浜 ・アスルクラロ沼津 ・ F.C.VIKINGS ・厚木はやぶさFC | 厚木はやぶさFC                                                       | |
| 冷岡幸輝          |              | ○            | ◯ブリオベッカ浦安 ・つくばFC ・奈良クラブソシオス | 奈良クラブソシオス                                                   | |
| 001994年/1995年生 |              |              | |                                                                      | |
| 野澤英之          | F            | ○            | ◯FC東京 (昇格) ・FC東京U-23 ・FC岐阜 ・愛媛FC ・ヴァンフォーレ甲府 |                                                                      | |
| 天野将平          |              | ○            | ◯FC町田ゼルビア ・ラインメール青森FC |                                                                      | |
| 岩田拓也          | M            | ○            | ・明治大学 ◯ザスパクサツ群馬 ・東京ユナイテッドFC ・エリース東京 | 東京ベイFC 杉並アヤックスU12/U15/U18コーチ                           | |
| 二瓶翼            | F            | ○            | ◯水戸ホーリーホック ・VONDS市原 ・ブリオベッカ浦安 | 高三SC ヘッドコーチ                                                  | |
| 服部一輝          | M            |              | ◯カターレ富山 ・福島ユナイテッドFC ・ヴァンラーレ八戸 ・FC大阪 |                                                                      | |
| 福森健太          | F            | ○            | ・鹿屋体育大学 ◯ギラヴァンツ北九州 ・大分トリニータ ・栃木SC | 栃木SC                                                               | |
| ブーゾ・アモス    | M            | ○            | ◯カッラレーゼ・カルチョ ・ ドイチュランツベルガーSC ・SCヴィクトリア06グリースハイム ・ ヴェルスパ大分 ・ アヴェントゥーラ川口                                              |                                                                      | |
| 吉田一彦          | M            | ○            | ・東京学芸大学 ◯ヴァンラーレ八戸 ・ SC Westfalia Herne |                                                                      | |
| 001995年/1996年生 |              |              | |                                                                      | |
| 矢島輝一          | M            | ○            | ・中央大学 ・FC東京U-23 ◯FC東京 ・大宮アルディージャ ・福島ユナイテッドFC                                                                                                   | 福島ユナイテッドFC                                                   | 2016年 FC東京 (特別指定) |
| 輪笠祐士          | M            | ○            | ・日本体育大学 ◯福島ユナイテッドFC ・ブラウブリッツ秋田 ・ファジアーノ岡山 ・レノファ山口FC                                                                                 | レノファ山口FC                                                       | |
| 川上翔平          | F            | ○            | ・東京国際大学 ◯福島ユナイテッドFC ・東京ユナイテッドFC ・市川SC ・ナコンメーソート・ユナイテッドFC ・BTOP北海道                                                            | 市川SC                                                               | |
| 伊藤裕也          | M            | ○            | ◯東京武蔵野シティFC |                                                                      | |
| 山口一真          | F            |              | ・阪南大学 ◯鹿島アントラーズ ・水戸ホーリーホック ・松本山雅 ・FC町田ゼルビア                                                                                               | 松本山雅FC                                                           | |
| 岡本享也          | M            |              | ◯FC岐阜 ・YS横浜 ・ジェフユナイテッド千葉 ・テゲバジャーロ宮崎 | テゲバジャーロ宮崎                                                   | |
| 001996年/1997年生 |              |              | |                                                                      | |
| 佐々木渉          | M            | ○            | ◯FC東京 (昇格) ・FC東京U-23 ・カマタマーレ讃岐 ・FCマルヤス岡崎 |                                                                      | 2014年 FC東京（2種登録） |
| 渡辺剛            | F            |              | ・山梨学院大学附属高校 ・中央大学 ・FC東京U-23 ◯FC東京 ・ KVコルトレイク ・ KAAヘント ・ フェイエノールト                                                                   | フェイエノールト                                                     | 2018年 FC東京（特別指定） |
| 田宮碧人          | M            | ○            | ・日本体育大学 ◯ホンダロックSC ・奈良クラブ ・ヴィアティン三重 |                                                                      | |
| 坂元達裕          | M            |              | ・前橋育英高校 ・東洋大学 ◯モンテディオ山形 ・セレッソ大阪 ・KVオーステンデ ・コヴェントリー・シティ                                                                        | コヴェントリー・シティ                                               | |
| 高橋宏季          | M            | ○            | ・東洋大学 ◯ヴェルスパ大分 |                                                                      | |
| 渡邊龍            | F            | ○            | ・日本体育大学 ◯テゲバジャーロ宮崎 ・ヴァンラーレ八戸 ・VONDS市原 ・東邦チタニウム                                                                                          | 東邦チタニウム                                                       | |
| 伊東倖希          | F            | ○            | ・鹿屋体育大学 ◯テゲバジャーロ宮崎 ・MIOびわこ滋賀 | MIOびわこ滋賀                                                        | |
| 小泉佳穂          | M            |              | ・前橋育英高校 ・青山学院大学 ◯FC琉球 ・浦和レッズ ・柏レイソル | 柏レイソル                                                           | |
| 柳園良太          | M            |              | ◯ アーノルドシヴァイラ ・ SVロット ・ Y.S.C.C.横浜 ・ヤング・エレファンツ ・ウランバートル・シティFC                                                                        |                                                                      | |
| 新井博人          | F            |              | ◯ギラヴァンツ北九州 ・VONDS市原 ・南葛SC | 南葛SC                                                               | |
| 長澤皓祐          |              | ○            | ・筑波大学 ◯F.C. Kirinoha Tokyo ・南葛SC ・東京武蔵野ユナイテッドFC ・FC.AWJ                                                                                                | FC.AWJ                                                               | |
| 001997年/1998年生 |              |              | |                                                                      | |
| 安部柊斗          | F            | ○            | ・明治大学 ・FC東京U-23 ◯FC東京 ・ RWDモレンベーク ・ガンバ大阪 | ガンバ大阪                                                           | 2019年 FC東京（特別指定） |
| 柳貴博            | F            | ○            | ・FC東京U-23 ◯FC東京 (昇格) ・モンテディオ山形 ・ベガルタ仙台 ・北海道コンサドーレ札幌 ・アビスパ福岡 ・FC琉球 ・ファジアーノ岡山                                           | ファジアーノ岡山                                                     | |
| 佐藤亮            | M            | ○            | ・明治大学 ◯ギラヴァンツ北九州 ・ザスパクサツ群馬 ・愛媛FC | 愛媛FC                                                               | |
| 小山拓哉          | M            | ○            | ・FC東京U-23 | FC東京 広報部                                                        | 2016年 FC東京 (特別指定) |
| 松嶋克哉          | F            | ○            | ◯ソニー仙台FC |                                                                      | |
| 大熊健太          | F            | ○            | ・福岡大学 ◯テゲバジャーロ宮崎 | テゲバジャーロ宮崎                                                   | |
| 001998年/1999年生 |              |              | |                                                                      | |
| 内田宅哉          | F            | ○            | ・FC東京U-23 ◯FC東京 (昇格) ・名古屋グランパス | 名古屋グランパス                                                     | 2016年 FC東京（2種登録） |
| 岡崎慎            | F            | ○            | ・FC東京U-23 ◯FC東京 (昇格) ・清水エスパルス ・ロアッソ熊本 ・FC岐阜 ・鹿児島ユナイテッドFC                                                                                 | 鹿児島ユナイテッドFC                                                 | 2016年 FC東京（2種登録） |
| 鈴木喜丈          | M            | ○            | ・FC東京U-23 ◯FC東京 (昇格) ・水戸ホーリーホック ・ファジアーノ岡山 | ファジアーノ岡山                                                     | 2016年 FC東京（2種登録） |
| 波多野豪          | M            | ○            | ・FC東京U-23 ◯FC東京 (昇格) ・V・ファーレン長崎 | FC東京                                                               | 2016年 FC東京（2種登録） |
| 廣末陸            | F            |              | ・FC東京U-23 ◯FC東京 ・レノファ山口 ・町田ゼルビア ・ラインメール青森FC | ラインメール青森FC                                                   | |
| 蓮川壮大          | F            | 〇           | ・FC東京U-23 ・明治大学 ◯FC東京 ・いわてグルージャ盛岡 ・ヴァンフォーレ甲府 ・清水エスパルス                                                                                | 清水エスパルス                                                       | 2016年 FC東京（2種登録） 2020年 FC東京 (特別指定)                                                                                |
| 生地慶充          | M            | ○            | ・FC東京U-23 ・筑波大学 ◯FC岐阜 | FC岐阜                                                               | 2016年 FC東京（2種登録） 2017年 FC東京 (特別指定)                                                                                |
| 杉岡大暉          | F            |              | ・市立船橋高校 ◯湘南ベルマーレ ・鹿島アントラーズ ・FC町田ゼルビア ・柏レイソル                                                                                             | 柏レイソル                                                           | |
| 名倉巧            | F            |              | ◯FC琉球 ・V・ファーレン長崎 ・ベガルタ仙台 | V・ファーレン長崎                                                    | |
| 山口瑠伊          | F            | ○            | ◯ エストレマドゥーラUD ・レクレアティーボ・ウェルバ ・水戸ホーリーホック ・FC町田ゼルビア ・川崎フロンターレ                                                                | 川崎フロンターレ                                                     | |
| 松岡瑠夢          | M            | ○            | ・FC東京U-23 ・慶應義塾大学 ◯栃木SC ・ロアッソ熊本 | ロアッソ熊本                                                         | 2016年 FC東京（2種登録） |
| 鈴木郁也          | F            | ○            | ・FC東京U-23 ・早稲田大学 ◯アルビレックス新潟シンガポール |                                                                      | 2016年 FC東京（2種登録） |
| 伊藤純也          | M            | ○            | ・FC東京U-23 ・日本体育大学 ◯ブリオベッカ浦安 | ブリオベッカ浦安                                                     | 2016年 FC東京（2種登録） |
| 半谷陽介          | F            | ○            | ・FC東京U-23 ◯ コロラド・ラピッズ2 ・ コロラド・ラピッズ ・ コロラドスプリングス・スイッチバックスFC                                                                        | コロラドスプリングス・スイッチバックスFC                             | 2016年 FC東京 (2種登録、9月に登録抹消)                                                                                           |
| 001999年/2000年生 |              |              | |                                                                      | |
| 品田愛斗          | F            | 〇           | ・FC東京U-23 ◯FC東京 (昇格) ・ヴァンフォーレ甲府 ・ジェフユナイテッド千葉                                                                                                   | ジェフユナイテッド千葉                                               | 2016年・2017年 FC東京（2種登録）                                                                                                 |
| 原大智            | M            | 〇           | ・FC東京U-23 ◯FC東京 (昇格) ・ NKイストラ1961 ・ デポルティーボ・アラベス ・ シント＝トロイデンVV ・京都サンガ                                                              | 京都サンガ                                                           | 2017年 FC東京（2種登録） |
| 岡庭愁人          | F            | 〇           | ・FC東京U-23 ・明治大学 ◯FC東京 ・大宮アルディージャ ・ジェフユナイテッド千葉 ・レノファ山口FC                                                                              | レノファ山口FC                                                       | 2016年・2017年 FC東京（2種登録） 2021年 FC東京 (特別指定)                                                                        |
| 小林幹            | M            | 〇           | ・FC東京U-23 ・筑波大学 ◯アルビレックス新潟シンガポール ・ヤング・ライオンズ                                                                                                | ヤング・ライオンズ                                                   | 2017年 FC東京（2種登録） |
| 杉山弾斗          | M            |              | ・市立船橋高校 ◯ジェフユナイテッド市原・千葉 ・カターレ富山 ・カマタマーレ讃岐 ・ヴェロスクロノス都農 ・横河武蔵野FC                                                        | 横河武蔵野FC                                                         | |
| 杉山伶央          | M            | 〇           | ・作新学院大学 ◯いわきFC ・高知ユナイテッドSC | 高知ユナイテッドSC                                                   | |
| 長谷川光基        | F            | 〇           | ・FC東京U-23 ・順天堂大学 ◯ギラヴァンツ北九州 | ギラヴァンツ北九州                                                   | 2017年 FC東京（2種登録） |
| 堀脩大            | F            |              | ・青森山田高校 ・中央大学 ◯カターレ富山 ・東京武蔵野ユナイテッドFC ・EDO ALL UNITED ・FC OK’DELESUN                                                                         | FC OK’DELESUN                                                        | |
| 横山塁            | F            | 〇           | ・東洋大学 ◯モンテディオ山形 ・レノファ山口FC | レノファ山口FC                                                       | |
| 坂口祥尉          | M            | 〇           | ・FC東京U-23 ・鹿屋体育大学 ◯One Tokyo FC ・東京23フットボールクラブ |                                                                      | 2016年・2017年 FC東京（2種登録）                                                                                                 |
| 鍵山慶司          | F            |              | ・青森山田高校 ・東洋大学 ◯おこしやす京都AC ・FC琉球 ・FC BASARA HYOGO | FC BASARA HYOGO                                                      | |

### 2000年生 -
| 氏名                   | 下部組織所属 | 下部組織所属 | ◯入団クラブ ・これまでの主な所属クラブ                                                                                            | 現在                      | 備考                                                                       |
| 氏名                   | U-15         | U-18         | ◯入団クラブ ・これまでの主な所属クラブ                                                                                            | 現在                      | 備考                                                                       |
| 002000年/2001年生      |              |              | |                           |                                                                            |
| 平川怜                 | M            | 〇           | ・FC東京U-23 ◯FC東京 (昇格) ・松本山雅FC ・ロアッソ熊本 ・ジュビロ磐田 ・東京ヴェルディ                                           | 東京ヴェルディ            | 2016年・2017年FC東京(2種登録）                                             |
| 寺山翼                 | M            | 〇           | ・FC東京U-23 ・順天堂大学 ◯FC東京 ・サガン鳥栖 ・モンテディオ山形                                                                 | モンテディオ山形          | 2017年・2018年FC東京(2種登録) 2021年・2022年FC東京(特別指定)               |
| 鈴木俊也               | F            |              | ・早稲田実業高校 ・早稲田大学 ◯大宮アルディージャ ・高知ユナイテッドSC                                                            | 高知ユナイテッドSC        |                                                                            |
| 三浦颯太               | M            |              | ・帝京高校 ・日本体育大学 ◯ヴァンフォーレ甲府 ・川崎フロンターレ                                                                  | 川崎フロンターレ          |                                                                            |
| 水多海斗               | M            |              | ・前橋育英高校 ・SV Straelen ・1.FSVマインツ05U-23 ◯アルミニア・ビーレフェルト ・ロートヴァイス・エッセン                         | ロートヴァイス・エッセン  |                                                                            |
| 芳賀日陽               | F            | 〇           | ・FC東京U-23 ・作新学院大学 ◯いわきFC ・FC大阪                                                                                    | FC大阪                    | 2018年 FC東京（2種登録）                                                   |
| 高橋亮                 | F            | 〇           | ・FC東京U-23 ・東洋大学 ◯アルビレックス新潟シンガポール ・Langwarrin SC                                                           |                           | 2018年 FC東京（2種登録）                                                   |
| 小松慧                 | F            |              | ・青森山田高校 ・常葉大学 ◯アルビレックス新潟シンガポール                                                                         |                           |                                                                            |
| 今村涼一               | M            | 〇           | ・FC東京U-23 ・日本体育大学 ◯東京武蔵野ユナイテッドFC                                                                             | 横河武蔵野FC              | FC東京 2017年・2018年9月まで(2種登録)                                      |
| 002001年/2002年生      |              |              | |                           |                                                                            |
| 久保建英               | M            | 〇           | ・FC東京U-23 ◯FC東京 (昇格) ・横浜F・マリノス ・レアルマドリード ・RCDマジョルカ ・ビジャレアルCF ・ヘタフェCF ・レアル・ソシエダ | レアル・ソシエダ          | 2016年2017年 FC東京（2種登録） W杯出場（2022）                             |
| バングーナガンデ佳史扶 | F            | 〇           | ・FC東京U-23 ◯FC東京 (昇格) | FC東京                    | 2018年・2019年FC東京（2種登録）                                            |
| 木村誠二               | F            | 〇           | ・FC東京U-23 ◯FC東京 (昇格) ・京都サンガ ・SC相模原 ・モンテディオ山形 ・サガン鳥栖 ・ KVCウェステルロー                          | KVCウェステルロー         | 2018年・2019年FC東京（2種登録）                                            |
| 岡哲平                 | F            | 〇           | ・FC東京U-23 ・明治大学 ◯FC東京                                                                                                   | FC東京                    | 2019年FC東京（2種登録）                                                    |
| 石井隼太               | M            |              | ・帝京高校 ・城西国際大学 ◯水戸ホーリーホック ・ベガルタ仙台                                                                      | ベガルタ仙台              |                                                                            |
| 久保征一郎             |              | 〇           | ・FC東京U-23 ・法政大学 ◯水戸ホーリーホック                                                                                       | 水戸ホーリーホック        | 2018年・2019年FC東京（2種登録）                                            |
| 小林里駆               | F            | 〇           | ・FC東京U-23 ・順天堂大学 ◯ギラヴァンツ北九州 ・高知ユナイテッドSC                                                                | 高知ユナイテッドSC        | 2018年・2019年 FC東京（2種登録）                                           |
| 塚田悠太郎             | M            |              | ・聖望学園高校 ・ ウエストバージニア大学 ◯ オーランド・シティB ・ オーランド・シティSC                                            | オーランド・シティSC      |                                                                            |
| 沼田航征               | M            | 〇           | ・FC東京U-23 ・新潟医療福祉大学 ◯アスルクラロ沼津                                                                                 | アスルクラロ沼津          | 2019年FC東京（2種登録）                                                    |
| 宮田和純               | F            | 〇           | ・FC東京U-23 ・流通経済大学 ◯横浜FC ・ガイナーレ鳥取 ・ UDオリヴェイレンセ                                                        | 横浜FC                    | 2018年・2019年FC東京（2種登録）                                            |
| 湯本創也               |              | 〇           | ・FC東京U-23 ・大阪産業大学 ◯ヴァンラーレ八戸 ・EDO ALL UNITED                                                                    | EDO ALL UNITED            | 2018年・2019年FC東京（2種登録）                                            |
| 002002年/2003年生      |              |              | |                           |                                                                            |
| 野澤大志ブランドン     |              | 〇           | ・FC東京U-23 ◯FC東京 (昇格) ・いわてグルージャ盛岡 ・ ロイヤル・アントワープFC                                                    | ロイヤル・アントワープFC  | 2019年・2020年FC東京（2種登録）                                            |
| 大森理生               | M            | 〇           | ・FC東京U-23 ◯FC東京 (昇格) ・FC琉球 ・大宮アルディージャ ・いわきFC ・FC今治                                                     | FC今治                    | 2019年・2020年FC東京（2種登録）                                            |
| 安斎颯馬               | F            |              | ・青森山田高校 ・早稲田大学 ◯FC東京                                                                                               | FC東京                    | 2025年内定、2023年JFA・Jリーグ特別指定選手                                 |
| 常盤亨太               | F            | 〇           | ・FC東京U-23 ・明治大学 ◯FC東京                                                                                                   | FC東京                    | 2025年内定、2024年JFA・Jリーグ特別指定選手 2019年・2020年FC東京（2種登録） |
| 稲村隼翔               | F            |              | ・前橋育英高校 ・東洋大学 ◯アルビレックス新潟 ・ セルティックFC                                                                   | セルティックFC            |                                                                            |
| 小林慶太               | M            | 〇           | ・立教大学 ◯ロアッソ熊本 | ロアッソ熊本              | 2020年FC東京（2種登録）                                                    |
| 角昂志郎               |              | 〇           | ・FC東京U-23 ・筑波大学 ◯ジュビロ磐田                                                                                             | ジュビロ磐田              | 2019年・2020年FC東京（2種登録）                                            |
| 熊倉匠                 | F            |              | ・山梨学院高校 ・立正大学 ◯鹿児島ユナイテッドFC                                                                                   | 鹿児島ユナイテッドFC      |                                                                            |
| 佐藤恵介               | F            | 〇           | ・日体大 ◯ヴァンフォーレ甲府 | ヴァンフォーレ甲府        | 2020年FC東京（2種登録）                                                    |
| 桃井玲                 | M            |              | ・桐光学園高校 ・新潟医療福祉大学 ◯飛鳥FC ・ガイナーレ鳥取                                                                        | ガイナーレ鳥取            |                                                                            |
| 002003年/2004年生      |              |              | |                           |                                                                            |
| 梶浦勇輝               | F            | 〇           | ◯FC東京 (昇格) ・ツエーゲン金沢 ・FC今治                                                                                          | FC今治                    | 2020年・2021年FC東京（2種登録）                                            |
| 野澤零温               | F            | 〇           | ・FC東京U-23 ◯FC東京 (昇格) ・SC相模原 ・松本山雅FC                                                                               | FC東京                    | 2019年・2020年・2021年FC東京（2種登録）                                    |
| 安田虎士朗             | F            | 〇           | ・FC東京U-23 ◯FC東京 (昇格) ・栃木SC ・テゲバジャーロ宮崎                                                                         | テゲバジャーロ宮崎        | 2019年・2020年・2021年FC東京（2種登録）                                    |
| 山﨑倫                 | F            |              | ・大宮アルディージャU-18 ◯大宮アルディージャ ・鹿児島ユナイテッドFC                                                               | 鹿児島ユナイテッドFC      |                                                                            |
| 米陀大洋               | F            | 〇           | ・昌平高校 ・日本体育大学 ◯ヴァンフォーレ甲府                                                                                     | 日本体育大学              | 2026年内定                                                                 |
| 肥田野蓮治             | F            |              | ・関東一高 ・桐蔭横浜大学 ◯浦和レッズ                                                                                             | 桐蔭横浜大学              | 2026年内定                                                                 |
| 002004年/2005年生      |              |              | |                           |                                                                            |
| 熊田直紀               | M            | 〇           | ◯FC東京 (昇格) ・ KRCヘンク ・いわきFC                                                                                            | いわきFC                  | 2022年FC東京（2種登録）                                                    |
| 俵積田晃太             | M            | 〇           | ◯FC東京 (昇格) | FC東京                    | 2022年FC東京（2種登録）                                                    |
| 土肥幹太               | M            | 〇           | ◯FC東京 (昇格) | FC東京                    | 2022年FC東京（2種登録）                                                    |
| 東廉太                 |              | 〇           | ◯FC東京 (昇格) ・SC相模原 ・ギラヴァンツ北九州                                                                                    | ギラヴァンツ北九州        | 2022年2種登録(FC東京)                                                      |
| 入江羚介               | M            |              | ・帝京高校 ・順天堂大学 ◯ヴィッセル神戸                                                                                           | 順天堂大学/ヴィッセル神戸 | 2027年1月加入                                                              |
| 002005年/2006年生      |              |              | |                           |                                                                            |
| 小林将天               | M            | 〇           | ◯FC東京 (昇格) | FC東京                    | 2023年2種登録(FC東京)                                                      |
| 中村圭佑               | M            |              | ・静岡学園 ◯東京ヴェルディ | 東京ヴェルディ            |                                                                            |
| キーティング・タイラー | M            |              | ・東急SレイエスU18 ・UDオリヴェイレンセU19 ◯ UDオリヴェイレンセ                                                                   | UDオリヴェイレンセ        |                                                                            |
| 002006年/2007年生      |              |              | |                           |                                                                            |
| 佐藤龍之介             | M            | 〇           | ◯FC東京 (昇格) ・ファジアーノ岡山                                                                                                 | ファジアーノ岡山          | 2023年2種登録(FC東京)                                                      |
| 後藤亘                 | F            | 〇           | ◯FC東京 (昇格) | FC東京                    | 2023年2024年2種登録(FC東京)                                                |
| 永野修都               | F            | 〇           | ◯FC東京 (昇格) ・ガイナーレ鳥取                                                                                                   | ガイナーレ鳥取            | 2023年2024年2種登録(FC東京)                                                |
| 山口太陽               | M            | 〇           | ◯FC東京 (昇格) | FC東京                    | 2024年2種登録(FC東京)                                                      |
| 002009年/2010年生      |              |              | |                           |                                                                            |
| 北原槙                 | M            | 〇           | ◯FC東京 (昇格) | FC東京                    | 2025年2種登録(FC東京)                                                      |